# Arachnis insularis
Arachnis insularis är en fjärilsart som beskrevs av Clarke 1941. Arachnis insularis ingår i släktet Arachnis och familjen björnspinnare. Inga underarter finns listade i Catalogue of Life.